# 시사토크 알고리줌
《시사토크 알고리줌》은 YTN에서 금요일 밤 11시부터 11시 50분까지 방송한 TV 주간 시사 프로그램이다.

## 방송 시간
- 금요일 밤 11시~11시 50분

## 앵커
- 이경재 앵커